# Alesana
Alesana és una banda americana de post-hardcore, creada en octubre del 2004, a Raleigh, Carolina del Nord, Estats Units. El seu nom prové d'Aliceanna, que era un carrer de la ciutat de Baltimore on Shawn i Patrick van començar a escriure junts, però finalment el van canviar a Alesana.

## Història
La banda es va formar a Raleigh (Carolina del Nord), Estats Units, l'octubre del 2004 pel guitarrista Shawn Milke, el guitarrista Patrick Thompson, el vocalista Dennis Lee, i el baixista, Steven Tomany; Alesana ràpidament va pujar a l'escena post-hardcore de Raleigh i, encara que el seu estil de música és qualificada del tipus "scream" o "screamo", els components van negar aquesta etiqueta de la mateixa manera que els que deien que les seves cançons eren demoníaques. El 2005 van firmar amb el segell Tragic Hero Records.

### Try This Whith Your Eyes Closed (2005)
Al maig del 2005, Alesana va començar a treballar en el seu primer Extended Play. El disc (Try This Whith Your Eyes Closed) es publicà a mitjan juny del 2005. Amb les addicions d'Adam Ferguson com tercer guitarrista i vocalista i Jeremy Bryan a la bateria, Alesana va iniciar aquell estiu la seva primera gira pels Estats Units. La difusió per part dels fans, la promoció a Internet i les vendes en línia donaren la possibilitat que el seu EP arribés a Europa, Austràlia, Amèrica Central i als Estats Units. En conseqüència a l'èxit obtingut amb el llançament del seu primer disc, Alesana ha fet gran quantitats de concert als Estats Units.

### On Frail Wings of Vanity and Wax (2006)
El 6 de juny del 2006 la banda va llençar el seu primer àlbum titulat On Frail Wings of Vanity and Wax (En les fràgils ales de vanitat i cera). A finals del 2006 i a començaments del 2007 la banda va realizatr una gira per Estats Units i Mèxic, juntament amb diversos artistes com Haste the Day, la gira va tenir excel·lents resultats a llatinoamèrica, on van sorgir nous seguidors. A finals del 2006, a més, la banda va firmar amb el segell dsicogràfic Fearless Records.
El 2007 es van presentar al Vans Warped Tour. Aquest mateix any van gravar la versió acústica de la cançó Apology per a l'àlbum Punk Goes Acoustic 2, juntament amb altres grups com All Time Low. El 20 de març van rellançar el disc On Frail Wings of Vanity and Wax, amb alguns temes nous i, com a material addicional, el seu primer videoclip per a la cancço "Ambrosia".

### Where Myth Fades To Legend (2008)
El 3 de juny del 2008 van llençar el seu segon àlbum: Where Myth Fades To Legend. Al mes de juny de 2009 els fins llavors baixista del grup Shane Crump va deixar Alesana per motius personals. Alguns rumors apunten a la possible formació d'una nova banda al seu poble natal, on viu la seva família, tot i que també es parla de problemes emocionals, ja que, anteriorment, el baixista ja havia intentat deixar el grup, tot i que sembla que havia posposat la seva marxa fins a la gravació del seu segon àlbum. A causa de la seva marxa, que va ocórrer durant el Vans Warped Tour, on Alesana tornava a participar, el grup va haver de suspendre una acutuació. Això no obstant, Adam Fergusson, guitarrista i cantan, va fer-se càrrec del baix fins que es va incorporar un nou baixista.

## Integrants
- Dennis Lee - Vocalista (2004-)
- Shawn Milke - Vocalista/Guitarra/Piano (2004-)
- Patrick Thompson - Guitarra (2004-)
- Adam Ferguson - Guitarra/Vocalista (2005-)
- Jeremy Bryan - Bateria (2005-)
- Jack (Jake) - Baix (2008-)

### Membres anteriors
- Shane crump - Baix(2007-2008)
- Steven Tomany - Baix (2004-2007)
- Will Anderson - Bateria (2005-2006)
- Daniel Magnuson - Bateria (2004-2005)

## Discografia

### Àlbums
- 2006: On Frail Wings of Vanity and Wax (Tragic Hero Records)
- 2007: On Frail Wings of Vanity and Wax (Rellançament) (Fearless Records)
- 2008: Where Myth Fades To Legend (Fearless Records)

### EP
- 2005: Try This With Your Eyes Closed (Tragic Hero Records)

### Aparicions en recopilatoris
- Apology (Acústic) - Punk Goes Acoustic 2
- Apology (Acústic) - HiMyNameIsMark Podcast
- Apology - All the Tragedy Money Can Buy
- Beautiful in Blue - All the Tragedy Money Can Buy
- Goodbye, Goodnight For Good - All the Tragedy Money Can Buy
- Seduction - Warped Tour 2008 Tour Compilation
- My Hero Is Me - All The Tragedy Money Can Buy

### Inèdites (2003)
- Cancer Or Car Accidents
- Days That End In Why

### Senzills
- A Most Profound Quiet - (Maig de 2008)
- The Uninvited Thirtheenth - (Maig de 2008)